# اد اسفو ادجایه
اد اسفو ادجایه (انگلیسی: Ed Asafu-Adjaye؛ زادهٔ ۲۲ دسامبر ۱۹۸۸) بازیکن فوتبال اهل بریتانیا است.
از باشگاه‌هایی که در آن بازی کرده‌است می‌توان به باشگاه فوتبال لوتون تاون، باشگاه فوتبال همل همپستید تاون، باشگاه فوتبال فارست گرین راورز، باشگاه فوتبال سالزبری سیتی، باشگاه فوتبال والتون اند هرشام، و باشگاه فوتبال هیستون اشاره کرد.